# Barcon (Sarcedo)
Barcon è il nome con cui viene chiamata la località posta nella zona nord-ovest del territorio di Sarcedo, in provincia di Vicenza, confinante con il comune di Thiene. 

## Toponimo
Barcon significa barchessa, deposito, ricovero di animali, fieno e attrezzi.

## Storia
Nel comune di Sarcedo con questo termine si indica un complesso di edifici della Villa Franzan, edificati nel Novecento  e  adattati ad ospitare il Seminario della Diocesi di Padova. 
Questa contrada ha origini molto antiche: la prima attestazione del termine “Barcon” che emerge dai documenti, si ricava dal Balanzon (estimo delle case e dei terreni) degli anni 1541-1544, nel quale il nobiluomo Rizzardo Alidosio di Vicenza risulta possedere, oltre a numerose altre proprietà, anche «campi 75 in contrà del Barchon con una teza susso presso la via comuna». 
Dobbiamo poi aggiungere un'altra data, che si ricava dall'iscrizione presente nel capitello posto all'angolo di nord-ovest del recinto di mura del Barcon, la quale recita: APPARIZIONE DELLA / B. V. M. / DI Caravaggio / XXVI MAG. MCDXXXII / ALLA PIA GIANNETTA; anche se non c'è traccia in altri documenti di questo avvenimento del 1432, che aggiunge alla località un'aura di sacralità, la data anticiperebbe di ben un secolo la prima datazione di tali luoghi.

## La villa Franzan
Proprio la sua antica origine ha fatto sì che il termine “Barcon”  oltre alla contrada del paese, andasse ad indicare anche la grandiosa struttura architettonica lì edificata dai Franzani intorno al 1665, con il recinto di campi annesso.
La data riportata nella lapide del capitello di inizio di via Barcon non si riferisce affatto al Barcon o alla Villa Franzan, ma semplicemente indica la data dell'apparizione della Madonna alla giovane Giannetta avvenuta a Caravaggio, Madonna che è raffigurata dalla statua del capitello. L'indicazione fornita è quindi da correggere.